# 布德瓦
布德瓦是黑山的一座城市，位于亚得里亚海畔。
這座城市主要是夏季的度假勝地，海邊設有一個長的泳灘，同時亦時常進行水上活動。

## 友好城市
- 塞尔维亚诺维萨德
- 塞尔维亚大普拉纳
- 斯洛伐克班斯卡-比斯特里察
- 北马其顿奥赫里德